# Fatiha Aitova
Fatiha Abdulvalieva Aitova (în rusă Фатиха Абдулвалиевна Аитова, în tătară Фатиха Габделвәли кызы Аитова (Яушева); n. 1886, Troițk, Gubernia Orenburg⁠(d), Imperiul Rus – d. 1942, Kazan, RSFS Rusă, URSS) a fost o filantroapă și învățătoare tătară și fondatoare a primului gimnaziu pentru femei din Kazan.

## Biografie
Aitova s-a născut la Troițk în 1866, ca fiica unui negustor bogat numit Abdulvali Iaușev. Familia Iaușev era cunoscută pentru poziția ei în mișcarea reformistă musulmană Jadid⁠(d) și a sponsorizat în mod activ deschiderea școlilor musulmane care foloseau „metode noi” („новометодных).
În 1887, Aitova s-a căsătorit cu Suleiman Muhamețianovici Aitov, un antreprenor, politician și persoană publică din bogata familie Aitov din Kazan, cu condiția ca acesta să o ajute la construirea unei școli. Ea a devenit a cincea lui soție și cuplul a avut cinci copii.
În 1897, Aitova a fondat o școală primară pentru fete din familii sărace în Kazan, în întregime din fonduri proprii. Școala le-a învățat pe fete lucrul cu acul, broderia și tricotajul, ceea ce le-a permis ulterior să obțină propriile venituri. Școala a fost extinsă în 1899 și a avut patru clase la apogeul său, dar a fost închisă după trei ani.
După moartea tatălui ei în 1906, Aitova a primit o mare moștenire. Ea a investit o mare parte din aceste fonduri în crearea unei noi școli pentru femei, care a fost deschisă la 27 august 1909. Era destinată fetelor tătare, cu o programă rusească de predare. Școala a fost susținută în principal din fondurile Aitovei, iar în 1910 Aitova i-a asigurat o finanțare de la comisia școlară a Dumei orașului Kazan. Pentru școală a fost construită o clădire specială cu două etaje, iar elevele trebuiau să poarte o uniformă dintr-o rochie maro cu șorț alb-negru și șal alb cu chenar roz. Între 1913-1914, școala a avut cinci clase cu aproximativ 220 de elevi și nouă profesori. În școală se predau studii religioase, limba și literatura tătară, aritmetică, geografie, istorie, istorie naturală, caligrafie, desen, meșteșuguri și limba rusă.
Aitova s-a străduit să transforme școala într-un gimnaziu – între 1913–1914, cinci cereri de transformare a școlii într-un gimnaziu au fost respinse de directorul școlilor publice din Kazan. Aitova a apelat la adjunctul Dumei orașului Kazan, Ivan Godnev, pentru asistență, iar prin Godnev a putut să se întâlnească cu ministrul educației publice și șeful departamentului de educație publică pentru a face apeluri și a primi sfaturi. Ea și soțul ei au petrecut, de asemenea, trei ani călătorind prin Europa unde s-au familiarizat cu modul în care erau conduse gimnaziile din Praga, Viena și Berlin. La 4 martie 1916, Aitova a primit permisiunea de a deschide un gimnaziu privat pentru fetele tătare, iar școala a fost deschisă oficial la 29 octombrie 1916.
În gimnaziul său, s-au predat studii religioase, istorie rusă și mondială, geografie rusă și mondială, matematică, algebră, fizică, științe ale naturii, anatomie, fiziologie, igienă, pedagogie, caligrafie rusă și tătară, desen și lucrul cu acul. Pe lângă limbile tătară și rusă, gimnaziul a predat și în arabă, germană, engleză, franceză și persană.
La 24 aprilie 1917, Aitova a participat la primul Congres rusesc al femeilor musulmane, care a avut loc la Kazan.
După Revoluția din octombrie, gimnaziul și restul proprietății sale au fost naționalizate de guvernul sovietic, lăsând-o fără bani. Isak Rahmatulin, președintele Consiliului de Miniștri la acea vreme, a făcut apel la guvern să ofere o pensie Aitovei, dar cererea a fost respinsă. Gimnaziul a fost transformat într-o școală secundară tătară.
În timpul Războiului Civil Rus, Aitova a fost evacuată la Omsk și apoi a fost mutată la Baku și Moscova. S-a întors la Kazan în 1941 și a murit acolo în 1942, sub îngrijirea soției fiului ei Iakub, Mariam.

## Moștenire
Gimnaziul feminin de limba tătară nr. 12 din Kazan, fondat în 1993, este numită în onoarea Fatihei Aitova.